# Louise Tucker
Louise Tucker és una mezzosoprano, cantant d'òpera britànica, nascuda a Bristol el 1956.
És coneguda per la seva versió cantada del segon moviment adagio cantabile de la sonata Sonata per a piano núm. 8 (la «patètica») de Ludwig van Beethoven al seu primer àlbum Midnight Blue produït amb Charlie Skarbek i Tim Smit. Va ser un èxit a Europa i als Estats Units. El juny del 1983 Midnight Blue va entrar a la 46a posició a la llista d'èxits de la revista Billboard. S'hi va quedar tretze setmanes. Després d'un segon àlbum semblant After the Storm, Tucker va donar fi a la seva excursió a la música pop malgrat el més de tres milions d'àlbums venuts i el 1994 va tornar a la seva carrera de cantant d'òpera.